# Сокільське
Сокі́льське — село в Україні, у Юр'ївській селищній громаді Павлоградського району Дніпропетровської області. Населення за переписом 2001 року становить 167 осіб. До 2017 орган місцевого самоврядування — Олексіївська сільська рада.

## Географія
Село Сокільське знаходиться на лівому березі безіменної пересихаючої річечки, на протилежному березі — село Новочорноглазівське. На відстані 1,5 км розташоване село Новоіванівське.

## Історія
Під час організованого радянською владою Голодомору 1932—1933 років померло щонайменше 94 жителі села.
12 червня 2020 року, відповідно до розпорядження Кабінету Міністрів України № 709-р «Про визначення адміністративних центрів та затвердження територій територіальних громад Дніпропетровської області», увійшло до складу Юр'ївської селищної громади.
19 липня 2020 року, в результаті адміністративно-територіальної реформи та ліквідації Юр'ївського району, село увійшло до складу Павлоградського району.

## Інтернет-посилання
- Погода в селі Сокільське